# Пљеваљска битка
Напад на Пљевља 1. децембра 1941. године извршио је Црногорски НОП одред за операције у Санџаку. Град је бранио јаки италијански гарнизон, а тешке борбе вођене су до 2. децембра у зору, када су се партизани повукли из заузетих делова града.
У борбама је убијено 117 и рањено 222 италијанских војника (укључујући и окршаје 2-6. децембра), а заробљена су 83 војника и 5 официра. Црногорски НОП одред је имао 237 мртвих и 270 рањених бораца. Неуспех је деморалисао велики број бораца, па их се око 2.500 вратило кућама, а само 700 остало у Одреду.
Напад на Пљевља извршен је одлуком Штаба одреда, а по наређењу Главног штаба НОП одреда Црне Горе и Боке, иако је наређење Врховног штаба НОПОЈ-а било да се напад обустави, а одред упути у Санџак у сусрет партизанским јединицама које су се повлачиле из западне Србије.

## Формирање Црногорско-санџачког одреда
Почетком новембра 1941. године у Црну Гору је стигао делегат Врховног штаба и ЦК КПЈ Иван Милутиновић, са задатком да преузме команду на Главним штабом НОП одреда за Црну Гору и Боку и реорганизује партизанске јединице у Црној Гори. У складу са развојем непријатељске офанзиве у западној Србији и Шумадији, Врховни штаб је наредио да се од једног дела црногорских партизанских снага формира један јачи одред од око 3.000 бораца и да се упути у Санџак у сусрет партизанским снагама које су се повлачиле из Србије.
Главни штаб НОПО Црне Горе и Боке је 15. новембра извршио реорганизацију партизанских јединица и формирао Црногорски НОП одред за операције у Санџаку, јачине девет батаљона са укупно 3.690 бораца. За команданта Одреда именован је Арсо Јовановић, а за политичког комесара Бајо Секулић.
Пошто је одред сачињавало девет батаљона са територије читаве Црне Горе, они су се окупили тек 26. новембра у рејону Његовуђe, а 30. новембра су стигли у околину Пљеваља.

## Италијанске снаге у Пљевљима
Италијански гарнизон у Пљевљима сачињавали су делови алпске дивизије „Пустерија“ укупне јачине око 2.000 војника и официра. Штаб дивизије је био обавештен о припремама, снагама и времену напада партизанских јединица, па је предузео утврђивање и организацију одбране и командовања у току битке.
Град Пљевља је, у време партизанског напада, имао нешто мање од 6.000 становника, а смештен је у котлини опасаној каменим брдима. Између реке Ћехотине и малог Пљеваљског поља налази се брдо Стражица, где је било главно италијанско упориште. Ту су биле распоређене две артиљеријске батерије са 8 минобацача, изграђена митраљеска гнезда и постављени рефлектори за осветљење објеката око града за праћење пролаза партизанских јединица.
Источно и североисточно од града налази се брдо Голубиње, које Италијани нису запосели, а јужно од манастира Свете Тројице, на ивици вароши уздиже се брдо Главица, које су запосели и утврдили рововима и бодљикавом жицом. Јужно од брда Велики и Мали Богишевац налазила се војна касарна од неколико приземних зграда.
На прилазима граду били су ископани ровови у којима су постављени митраљези и пушкомитраљези. Осим доминантних упоришта око града, Италијани су утврдили и организовали за одбрану многе зграде. На раскрсницама су постављена аутоматска оружја за дејства на поједине попречне улице. Најбоље су биле утврђене основне школе, пошта, електрична централа, Пљеваљска гимназија и Хусеин-пашина џамија. Штаб дивизије је био смештен у тадашњој новоизграђеној згради основне школе, која се од 1950. године користи као зграда гимназије.

## План напада
Док су се батаљони Црногорског НОП одреда за операције у Санџаку прикупљали у околини Пљеваља, Штаб Одреда је 27. новембра издао наређење о нападу. За непосредни напад на град Штаб је предвидео седам батаљона, а за обезбеђење и спречавање евентуалне помоћи италијанском гарнизону из Пријепоља, Прибоја, Рудог и Чајнича два батаљона.
Штаб одреда је преко месног комитета КПЈ за Пљевља и партијске ћелије у граду прикупио приближно тачне податке о непријатељским снагама, о њиховом наоружању и распореду.
Ради лакшег командовања све снаге су груписане у три нападне колоне, према распореду и правцу њиховог кретања. Источном групом батаљона, коју су сачињавали Комски и Језеро-горански батаљон, командовали су командант и политички комесар одреда Арсо Јовановић и Бајо Секулић. Посебну нападну колону чинио је батаљон "Пеко Павловић" под командом заменика команданта Радована Вукановића. Западну групу батаљона сачињавали су: Ловћенски батаљон, батаљон „Бијели Павле“, Зетски и Ускочко-дробњачки батаљон под командом заменика политичког комесара одреда Бошка Ђуричковића.
Према плану напад је требало да почне 1. децембра у 4 сата ујутро, а све припреме за напад биле су завршене до 30. новембра. Тада је у Штаб одреда дошао Војо Лековић, политички комесар Главног штаба НОП одреда Санџака и члан Окружног комитета КПЈ за Санџак, са изричитим наређењем Врховног штаба НОПОЈ да се обустави напад на Пљевља. Штабу одреда, а посебно Главном штабу за Црну Гору и Боку, и раније је био познат негативан став Врховног штаба по питању напада на Пљевља. Командант и комесар су, упркос свему, остали при својој одлуци, сматрајући да би се свако одлагање негативно одразило на борце. Тако је занемарено наређење Врховног штаба и са пуно оптимизма у сигуран исход битке се пошло у напад.

## Напад на Пљевља
Пошто су се батаљони у току 29. и 30. новембра прикупили и одморили, били су спремни за напад. Сваком батаљону додељени су водичи из месне партизанске чете и месног комитета КПЈ.
Језеро-шарански и Комски батаљони из источне колоне најраније су пристигли на положаје, одакле су одмах пошли на јуриш. Италијани су отворили ватру према унапред припремљеном плану, а рефлекторима су осветљавали земљиште како би ватра била што прецизнија. Пола сата касније, батаљони су успели да продру у град према објектима за напад.
На брду Стражици, које је чинило окосницу италијанске одбране, Комски батаљон је извршио неколико јуриша на прву, а затим на другу линију ровова, који су били ограђени бодљикавом жицом. Одбрана на брду Стражици није била озбиљније угрожена ни после напада бомбашких група, а мањи делови партизанских јединица су успели да продру у град.
Делови источне нападне колоне ликвидирали су италијанску посаду у гимназији. Било је више мртвих и рањених бораца, а међу њима и командант Језеро-шаранског батaљона Душан Обрадовић и заменик политичког комесара Вук Кнежевић, народни хероји, који су повели борце на јуриш. У првом јуришу освојено је Голубиње, а део снага је продро до куће Шећеровића у граду где се до почетка напада налазио командант италијанске дивизије, који се на време склонио у касарну. Италијани су се из гимназије, куће Шећеровића и овог рејона повукли у основну школу, која је била добро утврђена за одбрану.
Батаљон "Пеко Павловић" нападао је као засебна колона, али доста неорганизовано тако да су, ватром са утврђене Главице, овај напад Италијани одбили. Батаљон је успео, уз велике губитке, да заузме Дом здравља, где је заробљено 30 италијанских војника. За то време је и Ловћенски батаљон у силовитом јуришу ликвидирао италијанско упориште у зградама код Сењака. Али узастопни напади на рејон муслиманског гробља и логора Долови били су одбијени. Део овог батаљона остао је одсечен у граду у току читавог наредног дана водећи тешке борбе. Том приликом је претрпео изузетно велике губитке.
Зетски батаљон и батаљон „Бијели Павле“ из састава западне нападне колоне извршили су неколико узастопних јуриша на утврђене објекте Белибегово брдо, Долове и Мали Богишевац, где су заробили око 30 Италијана, али ове објекте нису заузели. Батаљони су били изложени концентричном ватром из минобацача и митраљеза и око 8:00 часова су били присиљени да се повуку. Италијани су снажном артиљеријском ватром и покретом мањих делова прешли у гоњење.
Ни напад Ускочко-дробњачког батаљона са западне стране на град, посебно на електричну централу и школу у Серату, није успео иако су ови објекти привремено били заузети. Заробљено је и око 30 Италијана. Ни напад на зграду Среског начелства није дао очекиване резултате услед снажног и организованог отпора. Највећи део овог батаљона остао је у граду и у току читавог наредног дана. Преостали делови повукли су се из града тек наредне ноћи.
У току ноћног напада 1. децембра италијанска одбрана Пљеваља није ни начета и поред тога што су јединице на неким правцима ушле у град. Све утврђене објекте Италијани су задржали, а неке заузете повратили. Партизанске јединице које су се повлачиле из града одступале су у нереду, а многи борци су се директно враћали кућама.
Напад није успео јер се већи део снага повукао из града до око 8:00 часова, а свака веза између јединица које су се повукле и оних делова који су остали у граду била је прекинута.
Јединице које су остале у граду водиле су изоловане борбе без икакве помоћи споља. Њима су једино пружили помоћ поједини становници, који су борце склањали у своје домове и давали им упутства како и куда да се наредне ноћи извуку из града. Борци су пушкама и бомбама одбијали нападе Италијана све док ови нису привукли артиљеријска оруђа; многе куће су дигнуте у ваздух. Читавог дана водиле су се борбе око заузетих објеката у граду. Тек наредне ноћи преостали борци су се под борбом и на јуриш пробили из града у више праваца, а изнет је и један број рањеника.
За време напада на Пљевља, из Пријепоља је одмах упућена једна италијанска моторизована колона у помоћ пљеваљском гарнизону. На Савином Лакту сачекао их је у заседи Батаљон "18. октобар“ и приморао је да се повуче. Тада је заробљено 68 војника, 12 камиона и једна радио-станица. И поновни напад другог дана није успео па су се Италијани поново морали повући, уз губитке од 25 мртвих и више рањених. Тек у трећем нападу 4. децембра Италијани су успели да одбаце партизанске снаге са овог правца и да се пробију у Пљевља.
Приликом наступања према Пљевљима, италијанске снаге стрељале су 6. и 7. децембра преко стотину становника околних села, углавном жена, стараца и деце.

## Губици
Непосредни губици Црногорског НОП одреда за операције у Санџаку у нападу на Пљевља били су изузетно велики; сваки седми борац је избачен из строја. Укупно је било 237 мртвих и 270 рањених. Међу погинулима су били и народни хероји:
- Душан Обрадовић, командант Језеро-шаранског батаљона
- Вук Кнежевић, заменик политичког комесара Језеро-шаранског батаљона
- Лазар Радојевић, помоћник политичког комесара батаљона „Пеко Павловић“
- Петар Јовићевић, борац-пушкомитраљезац Ловћенског батаљона

Према извештају команданта италијанске дивизије "Пустерија" италијански губици су износили 389 погинулих и рањених бораца (укључујући и окршаје 2-6. децембра). Италијанске снаге које су интервенисале према Пљевљима имале су 88 погинулих и заробљених војника.

## Узроци неуспеха
Разлози неуспеха напада Црногорског НОП одреда на Пљевља били су вишеструки. Главни разлог је био напад са тек формираним јединицама без довољно искуства. Италијани су у Пљевљима били добро утврђени и вишеструко боље опремљени и наоружани. Располагали су артиљеријом, минобацачима и рефлекторима за осветљење.
Црногорски НОП одред за операције у Санџаку био је састављен од добровољаца, храбрих али на брзину скупљених бораца. Батаљони нису били учвршћени, наоружани и оспособљени за напад на утврђени гарнизон. Они су располагали једино лаким пешадијским наоружањем, а штабови нису имали довољно ратног искуства.
Неуспех у нападу на Пљевља имао је негативне последице на даљи развој НОП на територији Црне Горе, а посебно у оним крајевима одакле је изгинуо већи број бораца. Четници су се користили овим неуспехом као конкретном потврдом своје тезе о нереалности вођења оружане борбе против окупатора и бесмислици оружаног устанка у целини.

## Ратни злочини
Током битке за Пљевља италијанске снаге починиле су бројне ратне злочине. За време борби припадници дивизије "Пустерија" убили су 23 грађанина неконтролисаном артиљеријском ватром, и порушили 75 кућа. Након битке стрељано је 65 цивила осумњичених за сарадњу са устаницима. У данима после битке, дивизија је спалила 5 српских села и убила 119 мештана. Штета проузрокована пљачком износила је 15.000.000 тадашњих динара.